# SN 2001ba
SN 2001ba – supernowa typu Ia odkryta 4 maja 2001 roku w galaktyce M-05-28-01. Jej maksymalna jasność wynosiła 16,44m.